# Nizjnij Bestjach
Nizjnij Bestjach (ryska: Нижний Бестях, jakutiska: Аллараа Бэстээх) är en ort i Delrepubliken Sacha i Ryssland som är belägen 15 km från Jakutsk på andra sidan floden Lena och 10 km från järnvägsstationen med samma namn. Den grundades på 1920-talet som ett transport- och omlastningscenter. Den är förbunden med Jakutsk med en färja för gods och passagerare som trafikerar floden på sommaren från slutet av isdriften till början av islossningen. På vintern sker kommunikationen på älvens is. 

## Järnvägsstation
Nizjnij Bestjach är en ort och en järnvägsstation med samma namn, men två olika geografiska objekt. Avståndet mellan orten och stationen är 10 kilometer. Själva stationen ligger sydost om Nizjnij Bestjach. Det är här Amur-Jakutsk järnvägen slutar.